# Ungleichförmigkeitszahl
| CU > 15   | sehr ungleichförmiger Boden |
| CU = 5–15 | ungleichförmiger Boden      |
| CU < 5    | gleichförmiger Boden        |

Die Ungleichförmigkeitszahl {\displaystyle C_{U}} (uniformity coefficient; früher {\displaystyle U}), auch Ungleichkörnigkeitszahl oder -grad genannt, ist ein dimensionsloser Kennwert der Bodenmechanik zur Beschreibung der Sieblinie (Körnungslinie, Körnungskurve) eines Bodens. Sie gibt Auskunft darüber, wie gleichförmig die Korngrößen eines Bodens verteilt sind.
Die Ungleichförmigkeitszahl wird in DIN EN ISO 14688-2:2004 definiert als das Verhältnis des Durchmessers d60 beim Siebdurchgang von 60 % zum Durchmesser d10 bei 10 % Siebdurchgang:
{\displaystyle C_{U}={\frac {d_{60}}{d_{10}}}}
mit
- dx = Korngröße (Durchmesser) bei x % des Massendurchgangs der Sieblinie, d. h. x % der Masse des Bodens haben eine kleinere Korngröße und gehen durch ein Sieb mit der Maschenweite dx hindurch.

Dieses Verhältnis repräsentiert die Steigung der Körnungskurve im Bereich zwischen 10 % und 60 % der Siebdurchgänge. Bei den Perzentilen handelt es sich um Massenanteile.
Einen Ungleichförmigkeitsgrad gibt es außerdem überall, wo gleichartige Dinge unterschiedlicher Größe miteinander verglichen werden. Es bezeichnet im Allgemeinen das Verhältnis des Großen (oder Größten) zum Kleinen (oder Kleinsten):
{\displaystyle C_{u}={\frac {x_{\text{gross}}}{x_{\text{klein}}}}}
Im Maschinenbau ist der Ungleichförmigkeitsgrad eines Antriebes, z. B. eines Verbrennungsmotors, die Drehzahlschwankung bei periodischen Bewegungen; er drückt die Schwankung der Winkelgeschwindigkeit während eines Arbeitszyklus aus, wobei der Antrieb konstant mit gleichförmigem Drehmoment belastet sein muss. Allerdings wird hier – anders als oben beschrieben – nicht der größte auf den kleinsten Wert, sondern die auftretende Differenz auf den arithmetischen Mittelwert bezogen:
{\displaystyle C_{u,\omega }={\frac {\omega _{\text{gross}}-\omega _{\text{klein}}}{\frac {\omega _{\text{gross}}+\omega _{\text{klein}}}{2}}}}